# Tamias palmeri
Tamias palmeri är en däggdjursart som först beskrevs av Clinton Hart Merriam 1897.  Den ingår i släktet jordekorrar och familjen ekorrar. Inga underarter finns listade i Catalogue of Life.

## Beskrivning
Sommarpälsen har en gulbrun till kanelfärgad grundfärg, med svarta och vita strimmor längs rygg och sidor. Hjässa och bakdel är gråa. Svansens ovansida är brunsvart, medan undersidan är gulbrunaktig. Buken är gräddvit. Vinterpälsen är gråare än sommarpälsen, med de mörka strecken mer brunaktiga än svarta. Kroppslängden varierar från 21 till 22,3 cm, med en svanslängd mellan 8,7 och 10,2 cm. Vikten är från 50 till 69 g.

## Ekologi
Jordekorren är en bergsart som lever på höjder mellan 2 100 och 3 600 m, valigast i intervallet 2 400 till 2 550 m. Den föredrar barrskog med coloradogran, gultall, Pinus monophylla, cypressarten Juniperus osteosperma  och Pinus longaeva med undervegetation av Cercocarpus- och mjölonarter. Den vill gärna vistas i närhet till vattendrag.
Arten är marklevande, och söker skydd i klippskrevor och under nerfallna träd. Boet anläggs vanligen i grävda hålor som kan bli upp till 9 m långa. Den kan även, sällsynt, inrätta sina bon uppe i träd. Den sover vintersömn, men denna är inte särskilt djup. Det är vanligt att den är uppe och springer runt i snön under milda vinterdagar. Det förekommer även att den vaknar för att äta av sina insamlade förråd.

### Föda och predation
Tamias palmeri är allätare, även om barrträdsfrön utgör stapelfödan. Förutom dessa kan den äta frukter, gröna växtdelar, svamp, maskar, snäckor och insektslarver. Undantagsvis kan den även förtära fågelägg och små möss. Arten samlar vinterförråd.
Själv utgör arten föda åt prärievarg, rävar, vesslor, tvättbjörn, förvildade hundar, katter, rovfåglar och ormar.

### Fortplantning
Detaljerna i parningen är inte kända. Den tros infalla under april och tidigt i maj. Efter 30 till 33 dagars dräktighet föder honan mellan 3 och 6 nakna, outvecklade ungar. De lämnar boet för första gången efter omkring 5 veckor, och börjar äta fast föda omkring en vecka senare. De är självständiga mot slutet av sommaren. Könsmognaden inträffar till våren nästa år. Arten lever i mellan 1 och 4 år.

## Utbredning
Utbredningsområdet är begränsat till Spring Mountains i sydvästra Nevada, USA.

## Status
IUCN kategoriserar arten globalt som starkt hotad, och populationen minskar. Främsta anledningarna är vattenregleringar, som minskar habitatet för denna vattenkrävande art, skogsavverkning som även den innebär habitatförlust, samt predation från förvildade hundar och katter. Las Vegas ligger inte långt från utbredningsområdet, och denna stads tillväxt påverkar även populationen negativt.